# Pierce (Kolorado)
Pierce – miasto w Stanach Zjednoczonych, w stanie Kolorado, w hrabstwie Weld.